# Daucus montanus
Daucus montanus är en flockblommig växtart som beskrevs av Alexander von Humboldt, Aimé Bonpland och Spreng.. Daucus montanus ingår i släktet morötter, och familjen flockblommiga växter. Inga underarter finns listade i Catalogue of Life.